# Alliestesia
La alliestesia (da alliós - cambiare e aísthēsis - sensazione, percezione) 
è quel fenomeno psicofisiologico per cui la percezione di uno stimolo cambia in base allo stato interno dell'organismo. A parità di stimolo la percezione può quindi variare da gradevole a sgradevole al variare dello stato interno. Un comune esempio può essere che il cibo è più buono quando abbiamo fame. In generale, uno stimolo capace di migliorare lo stato dell'interno del nostro corpo verrà percepito come piacevole. Al contrario, uno stimolo che disturba lo stato interno del nostro corpo verrà percepito come sgradevole o doloroso.
L'effetto percepito dipenderà quindi non solo dalla qualità o dalla intensità dello stimolo ma anche dai recettori interni presenti nel nostro corpo e sarà soggettivo.
Un fenomeno simile all'alliestesia è detto sazietà sensoriale specifica.

## Forme di alliestesia
- Alliestesia termica: alliestesia della percezione termica (caldo e freddo)
- Alliestesia olfattiva: alliestesia data dall'olfatto (profumo, puzza)
- Alliestesia gustativa: alliestesia dei sapori (dolce, salato, acido)[1]
- Alliestesia visiva/ottica: alliestesia della visione
- Alliestesia uditiva: alliestesia dell'udito.

È detta poi alliestesia negativa la trasformazione della sensazione dal piacevole al non piacevole. È detta positiva la transizione dalla sensazione di non piacevole a quella di piacevole.

## Scoperta
Il principale scopritore del fenomeno della alliestesia è lo psicologo francese Michel Cabanac. La prima pubblicazione scientifica risale al 1968